# Labra (miejscowość)
Labra – wieś w Gruzji (Abchazji), w regionie Oczamczyra. W 2011 roku liczyła 566 mieszkańców.